# Biedersteiner Tunnel

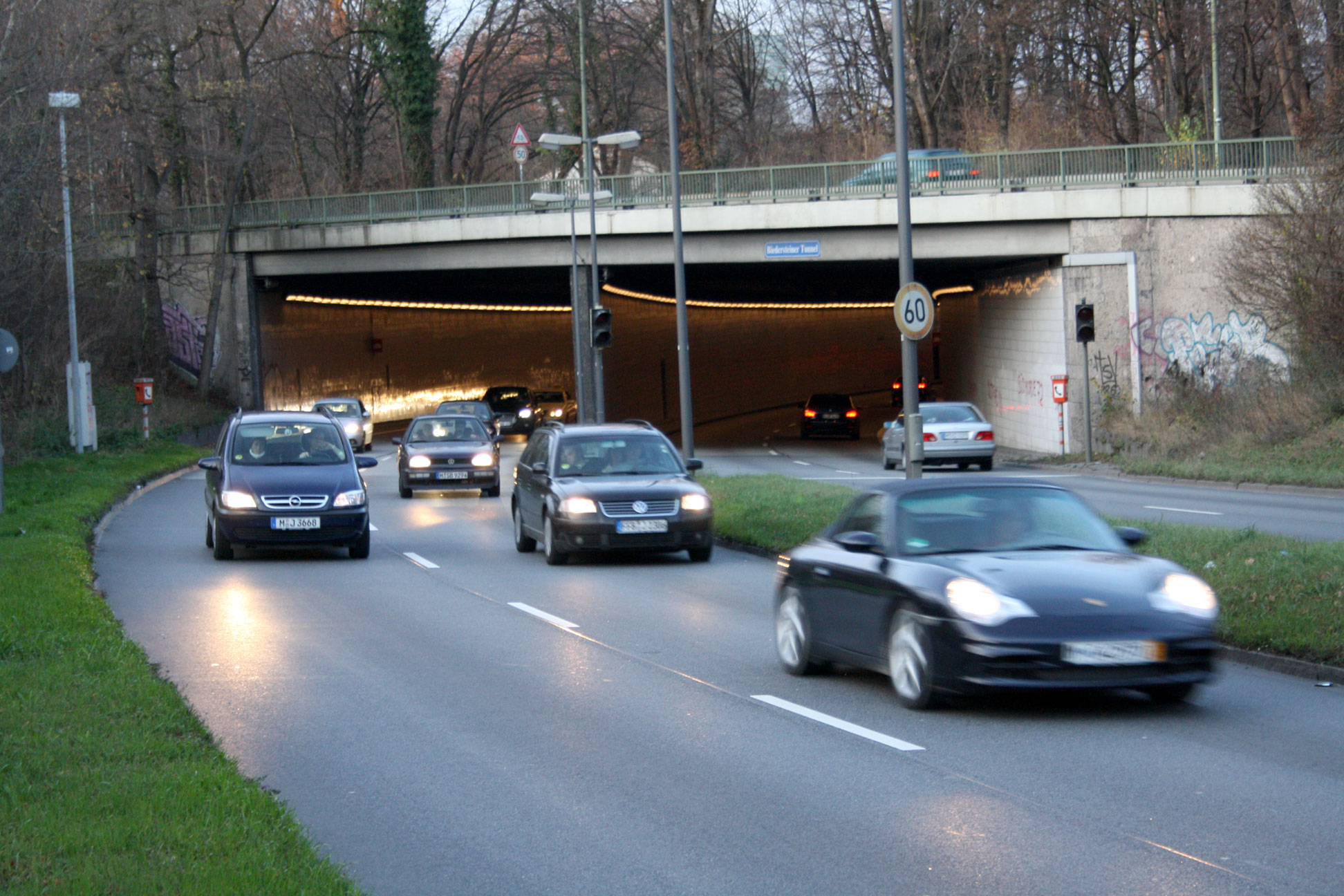
Biedersteiner Tunnel

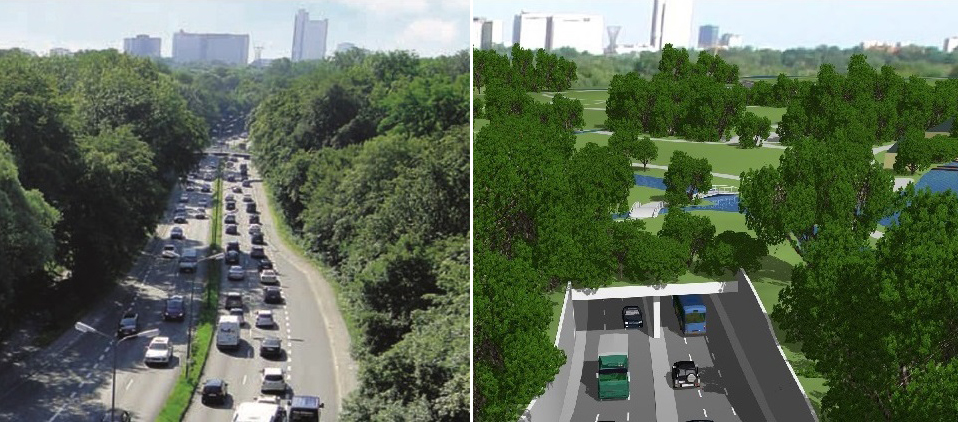
Erweiterungstunnel (Entwurf)

Der Biedersteiner Tunnel ist ein 300 Meter langer Straßentunnel nördlich des Kleinhesseloher Sees im Stadtteil Schwabing in München. Durch ihn läuft der Isarring (ein Teilstück des Mittleren Rings) von der Durchquerung des Englischen Gartens mit einem Knick nach Norden zur Unterführung an der Ungererstraße.

## Beschreibung
Der Biedersteiner Tunnel hat in jede Fahrtrichtung zwei Fahrspuren in getrennten Röhren und wurde 1966 fertiggestellt.
Im Rahmen der geplanten Wiedervereinigung des Englischen Gartens sollte der Tunnel ab 2023 um 928 Meter nach Südosten erweitert werden. Im Jahr 2022 verwarf die Regierung das Projekt wieder, weil laut Baureferat bis zu 900 alte Bäume dafür gefällt werden müssten.
Der Name rührt her von den Schlössern Biederstein, die an dieser Stelle standen, das Neue Schloss 1934 abgerissen wurde und das Alte 1944 komplett Bomben zum Opfer fiel.